# Аргамаково (Рязанская область)
Аргамаково — деревня в Спасском муниципальном районе Рязанской области, административный центр Исадского сельского поселения.

## География
Деревня находится в центральной части Рязанской области, в зоне хвойно-широколиственных лесов,  близ правого берега реки Оки, на расстоянии примерно 12 километров (по прямой) к востоку от города Спасск-Рязанский, административного центра района.  

### Климат
Климат характеризуется как умеренно континентальный, с тёплым летом и умеренно холодной снежной зимой. Средняя температура воздуха самого холодного месяца (января) — −11,5 °C (абсолютный минимум — −42 °C); самого тёплого месяца (июля) — 19 °C (абсолютный максимум — 41 °C). Безморозный период длится около 140 дней. Среднегодовое количество осадков — 500 мм, из которых большая часть выпадает в тёплый период. Снежный покров держится в течение 135—145 дней.

## История
Деревня Аргамаково (Руднево тож) упоминается в выписи с писцовых книг 1637-40 годов, где она писана за Прохором Кругликовым
В XIX — начале XX века деревня входила в состав Исадской волости Спасского уезда Рязанской губернии. В 1906 году в деревне было 173 дворов.
С 1929 года деревня входила в состав Исадского сельсовета Спасского района Рязанского округа Московской области, с 1937 года — в составе Рязанской области, с 2005 года — центр Исадского сельского поселения.

## Население
| 1859 | 1897 | 1906  | 2010 |
| ---- | ---- | ----- | ---- |
| 465  | ↗866 | ↗1256 | ↘362 |